# Моцарт у джунглях
«Мо́царт у джу́нглях» (англ. Mozart in the Jungle) — американський комедійно-драматичний серіал, створений Романом Копполою, Джейсоном Шварцманом та Алексом Тимберсоном за мотивами мемуарів Блер Тіндалл «Моцарт в джунглях: секс, наркотики та класична музика» (2005). У фільмі розкривають подробиці закулісного життя філармонічного оркестру Нью-Йорка.

## Сюжет
У своїх мемуарах Блер Тіндалл, відома журналістка і музикант, вирішила відкрити таємницю закулісного життя. Багатьом людям здається, що життя тих, хто грає класичну музику нудне, одноманітне і нецікаве. Однак гобоїстка Блер Тіндалл розвінчала цей міф. Життя музикантів, які виконують музику будь-якого жанру, повне розчарувань і конкурентів, які підуть на все для досягнення своєї мети. Світ класичної музики такий же суворий і в ньому також є місце наркотикам і сексу.
У центрі сюжету серіалу «Моцарт у джунглях» — три основні теми: наркотики, секс і, звичайно, класична музика. Молода дівчина Гейлі (Лола Керк) грає на гобої. Вона намагається підкорити сцену Нью-Йорка, на якій блискуче виступає оркестр філармонії під керівництвом старого диригента Томаса, і молодого наступника Родріго. Героїню чекають пригоди і невдачі, уроки гри на гобої, спокусливі танцюристи балету, вечірки та багато іншого.    

## У ролях

### Головні герої
- Гаель Гарсія Берналь у ролі Родріго де Соуза
- Лола Керк у ролі Гейлі Рутледж
- Саффрон Берроуз у ролі Сінтії Тейлор
- Ганна Данн у ролі Елізабет «Ліззі» Кемпбелл
- Пітер Вак у ролі Алекса Меррівезі
- Малкольм Макдавелл у ролі Томаса Пембріджа
- Бернадетт Пітерс у ролі Глорії Віндзор

### Другорядні персонажі
- Дебра Монк у ролі Бетті.
- Марк Блум у ролі Боба.
- Дженніфер Кім у ролі Шерон.
- Джоел Бернштейн у ролі Воррен.
- Арнезедер, у ролі Анна-Марія.
- Джон Міллер у ролі Ді Ді.
- Бреннан Браун у ролі Едварда Байбена.
- Макензі Лі в ролі Аддісон.
- Маргарет Ледд у ролі Клер.
- Ґретчен Мол у ролі Ніна Робертсон

## Музика
12 серпня 2016 року Amazon випустив альбом до серіалу «Моцарт у Джунглях. Сезон 1, 2».  Саундтрек складається з 10 найвідоміших пісень з серіалу, об'єднаних класичним і сучасним виконанням.
«Музика до серіалу — це не тільки голос шоу, а й натхнення для шоу. Вона надихає команду до творчості і натхнення…», заявив виконавчий продюсер Пол Вайц.
Виконавчий продюсер Роман Коппола говорить: «Я виріс у родині, де цінувалась музика (мій дід був композитором і диригентом) і, здавалось, що недільним ранком вона лунала скрізь, охоплюючи чарівними звуками весь наш будинок. Роблячи шоу, я не зміг встояти від бажання передати красу класичної музики новому поколінню людей, які маю надію з виходом нашого запису отримають задоволення від вибухової класичної музики у неділю вранці».
| № з/п | Виконавець, автор                                             | Назва                                                                               | Тривалість | Розмір МБ |
| 1.    | The Hollywood Symphony, Roger Neill                           | Lisztomania                                                                         | 2:25       | 2.25      |
| 2.    | Pavel Kogan, Moscow State Symphony Orchestra                  | Scherzo in D Minor                                                                  | 4:50       | 4.45      |
| 3.    | Jeno Jandó, Concentus Hungaricus                              | Piano Concerto No. 20 in D Minor, K. 466: III. Rondo                                | 7:35       | 6.98      |
| 4.    | Bela Drahos, Nicolaus Esterhazy Sinfonia                      | Symphony No. 2 in D Major, Op. 36: I. Adagio Molto — Allegro Con Brio               | 12:20      | 11.32     |
| 5.    | London Symphony Orchestra, Sir Colin Davis                    | La Damnation De Faust, Op. 24: Rakoczy March                                        | 5:04       | 4.67      |
| 6.    | Dong-Suk Kang, Adrian Leaper, Slovak Radio Symphony Orchestra | Violin Concerto in D Minor, Op. 47: II. Adagio Di Molto                             | 7:53       | 7.25      |
| 7.    | Capella Weilburgensis                                         | Le Nozze Di Figaro, K. 492: Sinfonia                                                | 4:11       | 3.86      |
| 8.    | Scottish Chamber Orchestra, Joseph Swensen                    | Violin Concerto in E Minor, Op. 64, MWV O14: I. Allegro Molto Appassionato — Presto | 13:31      | 12.4      |
| 9.    | David Nolan, Philharmonia Orchestra                           | Scheherazade, Op. 35: the Sea and Sinbad's Ship                                     | 9:14       | 8.49      |
| 10.   | Attacca Quartet                                               | Clair De Lune                                                                       | 1:43       | 1.61      |